# Thomas Cavalier-Smith
Thomas Cavalier-Smith (21. srpna 1942 – 19. března 2021) byl profesor evoluční biologie na University of Oxford. V roce 2004 získal ocenění International Prize for Biology a v roce 2007 Zlatou medaili Linného společnosti.
Publikoval některé přelomové práce týkající se systematiky prvoků (1992), předložil systém šesti říší života, fagotrofní teorii o vzniku eukaryotické buňky, novou systematiku bakteriální domény, a podobně. Některé jeho studie jsou však kontroverzní či nebyly všeobecně přijaty vědeckou obcí.

## Nové taxony
Cavalier-Smith je autorem množství nových taxonů, z nichž je mnoho používaných dodnes:
- Dinozoa Cavalier-Smith 1981
- Euglenozoa Cavalier-Smith 1981
- Stramenopila Cavalier-Smith 1981
- Biliphyta Caval.-Sm. (1981) (ruduchy a glaukofyty)
- Alveolata Cavalier-Smith 1991
- Mycetozoa Cavalier-Smith 1998 (hlenky)
- Rhizaria Cavalier-Smith 2002
- Proteobacteria Cavalier-Smith 2002
- Spirochaetes Cavalier-Smith 2002
- Mesomycetozoa Cavalier-Smith 2004